# Violette Königskerze
Die Violette Königskerze (Verbascum phoeniceum), auch Phönizische Königskerze oder Purpur-Königskerze genannt, ist eine Pflanzenart aus der Gattung der Königskerzen (Verbascum).

## Beschreibung

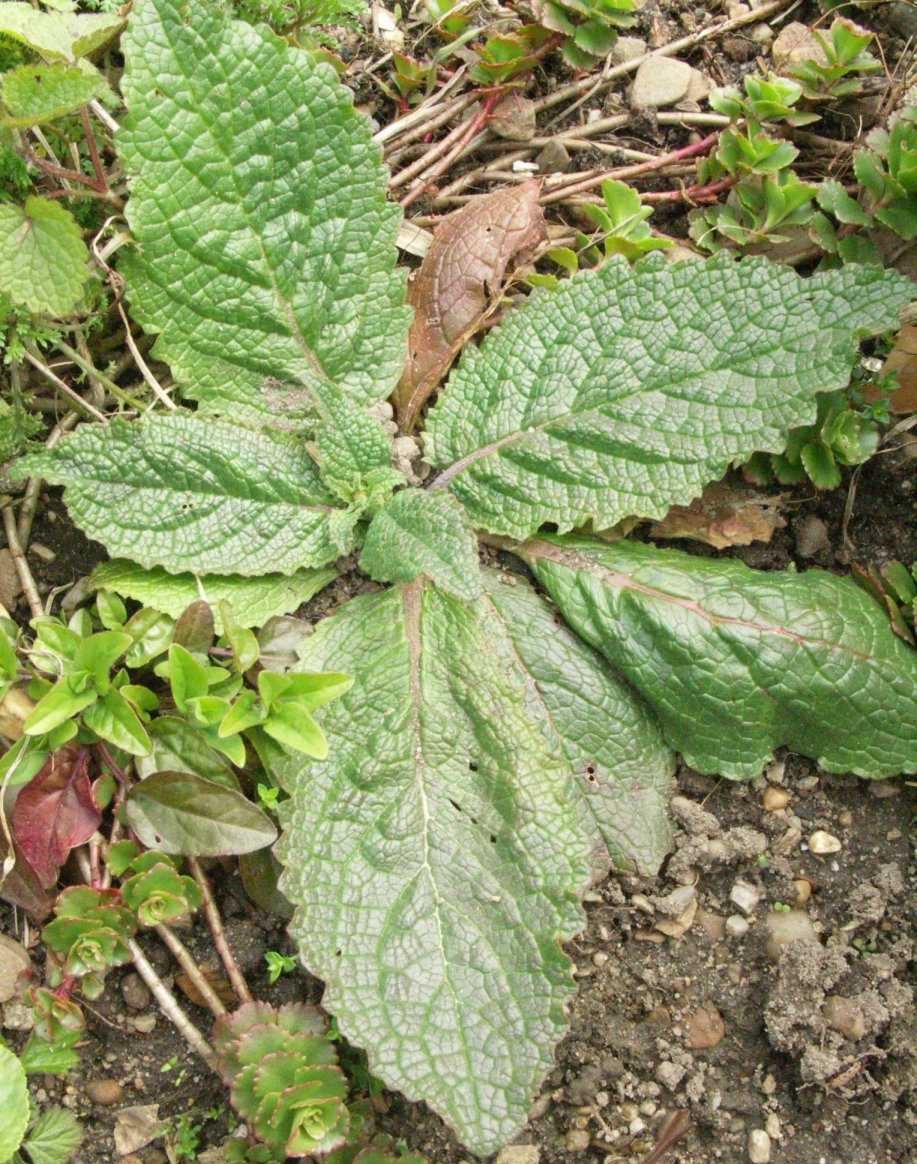
Grundständige Blattrosette im ersten Jahr

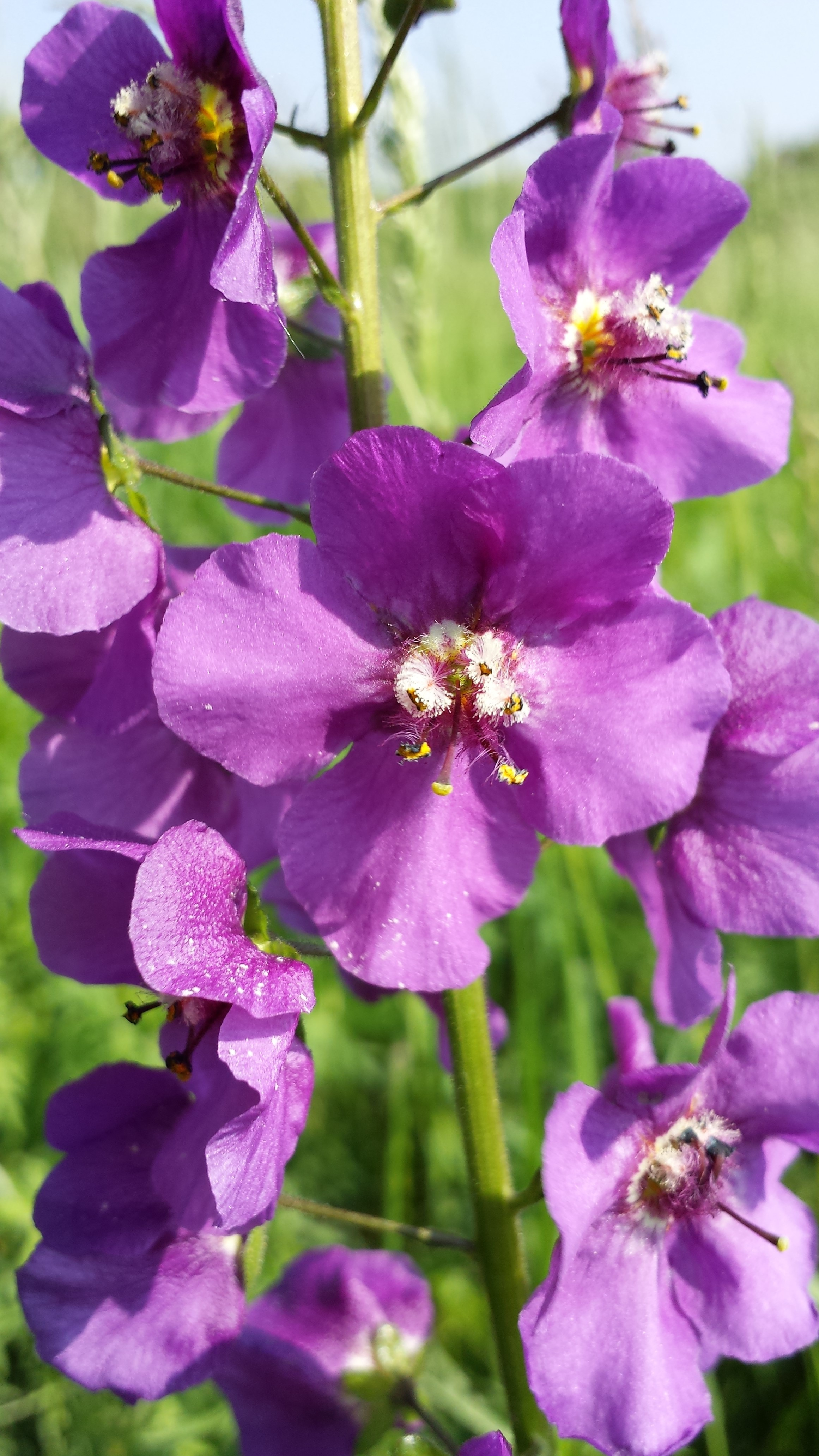
Ausschnitt eines Blütenstandes mit lang gestielten Blüten im Detail

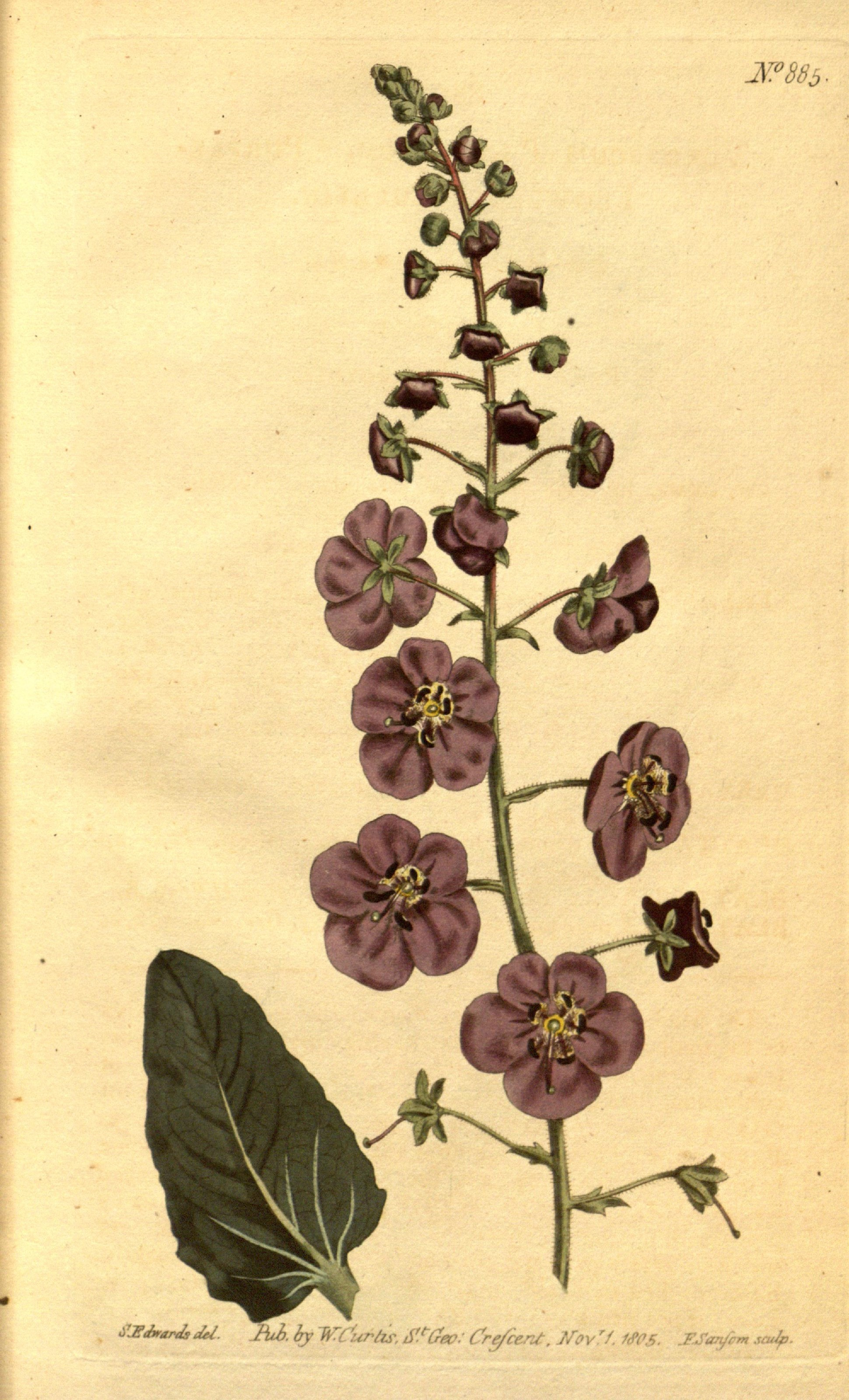
Illustration in Curtis's botanical magazine

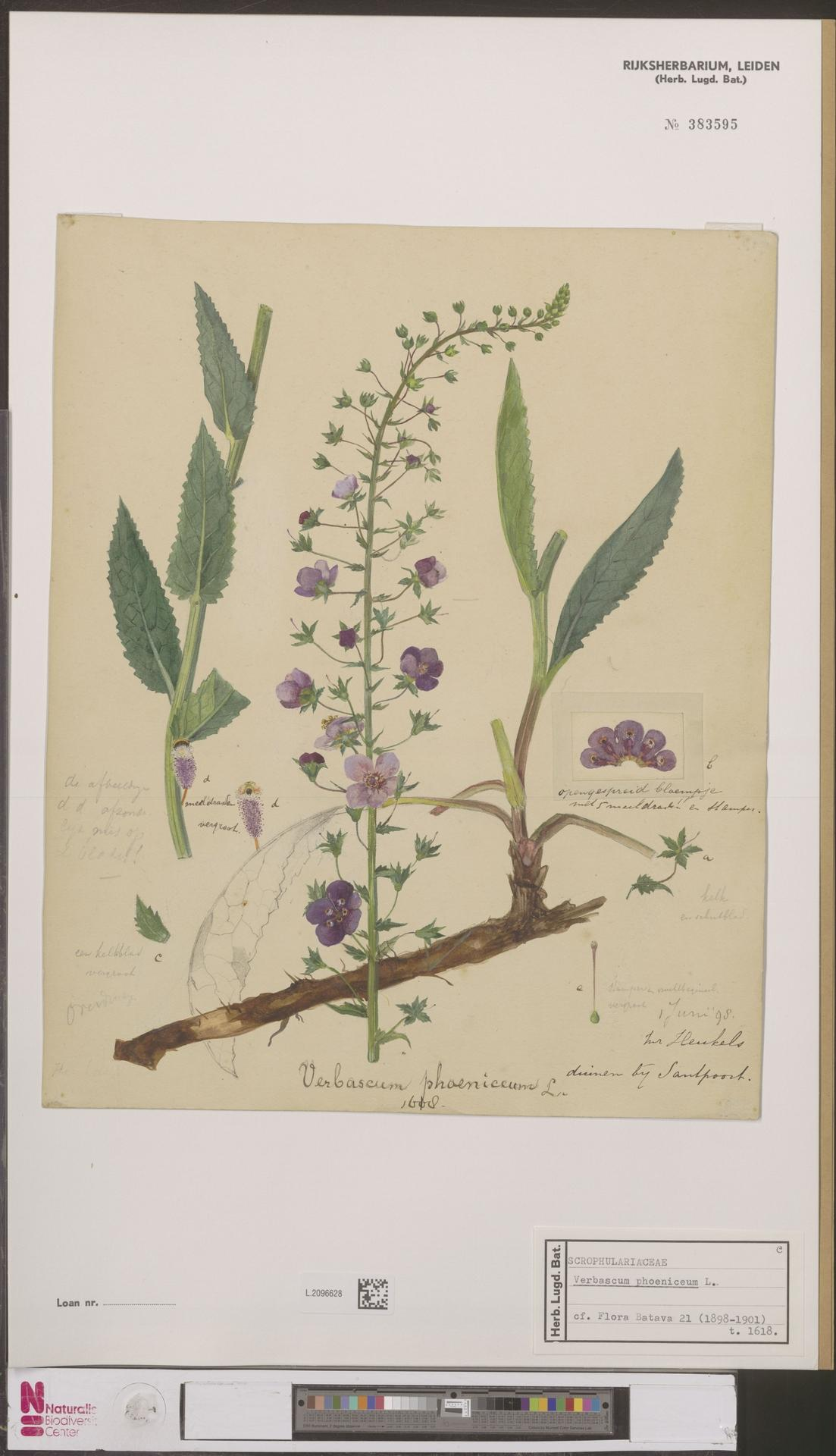
Illustration

### Vegetative Merkmale
Die Violette Königskerze ist eine zwei- oder mehrjährige, krautige Pflanze, die Wuchshöhen von 30 bis 80, selten bis zu 100 Zentimetern erreicht. Der aufrechte Stängel ist unten flaumig behaart, oberwärts dicht drüsig und rippig kantig.
Die Laubblätter sind überwiegend in einer grundständigen Rosette angeordnet und liegen dem Boden dicht an. Die oberseits glänzenden und fast kahlen, unterseits flaumig behaarten Blattspreiten sind eiförmig und ihr Rand ist unregelmäßig buchtig gekerbt.

### Generative Merkmale
Die Blütezeit reicht von Mai bis Juni. Im traubigen Blütenstand stehen lang gestielte Blüten zusammen. Die Blütenknospen haben eine auffällige regelmäßig-fünfeckige Form.
Die Blüten sind etwa 30 Millimeter groß und die kurze Kronröhre ist meist gelborangefarben überlaufen. Die Kronblattzipfel der fünf meist dunkel violetten Kronblätter sind ausgebreitet und schwach wellig. Die Staubfäden sind an ihrer Basis orangefarben. In der Mitte und zur Spitze hin sind die Staubfäden von einer dichten und langen violetten bzw. weißlichen Behaarung eingehüllt. Die Staubbeutel sind schwarz-violett, nach ihrem Öffnen aber von leuchtend gelbem Pollen bedeckt. Der violette Griffel mit der grünen Narbe ist etwas kürzer als die Staubblätter und ragt nach unten aus dem Staubblattkreis heraus.
Die Chromosomenzahl beträgt 2n = 32 oder 36 bei einer Chromosomengrundzahl von 8 bzw. 9. Die Ploidiestufe ist folglich 4, also tetraploid.

## Vorkommen und Gefährdung
Die Violette Königskerze gedeiht am besten auf basenreichen, sandigen oder lehmigen, eher nährstoffarmen Böden. Man findet sie in Halbtrockenrasen oder im Saum von Trockenwäldern. Sie ist in Mitteleuropa eine Charakterart der Ordnung Festucetalia valesiacae.
Die Violette Königskerze ist in Mitteleuropa, in Osteuropa und im südöstlichen Europa verbreitet. Darüber hinaus kommt sie in Westasien, im Kaukasusraum, in Zentralasien, in Westsibirien und in Xinjiang vor. Natürliche Standorte gibt es in Deutschland im Ketzerbachtal bei Meißen in Sachsen und darüber hinaus in Tschechien an der Südflanke des Berges Radobýl (Radebeule) im Böhmischen Mittelgebirge.
In Österreich ist die Violette Königskerze im pannonischen Gebiet als südsibirisch-pontisch-pannonisches Florenelement heimisch, sonst nur durch Rasensaatgut eingeschleppt, und tritt in den Bundesländern Burgenland, Niederösterreich und Wien sowie unbeständig in Oberösterreich in der collinen Höhenstufe selten auf. Die Violette Königskerze gilt in Österreich als gefährdet.
Einige Vorkommen in Mitteldeutschland gehen möglicherweise auf frühere Verwilderungen aus Gartenkultur zurück. Die Nordwestgrenze des natürlichen Verbreitungsgebietes lässt sich deshalb kaum noch bestimmen. Andere Autoren führen Verbascum phoeniceum demgegenüber als in Teilen Deutschlands einheimische Art auf, wobei in diesem Gebiet ausschließlich die Unterart Verbascum phoeniceum subsp. phoeniceum vertreten sei. Auch dabei wird aber auf das zusätzliche Vorhandensein synanthroper Bestände hingewiesen.

## Systematik
Die Erstveröffentlichung von Verbascum phoeniceum erfolgte 1753 durch Carl von Linné.
Von Verbascum phoeniceum gibt es etwa zwei Unterarten:
- Verbascum phoeniceum L. subsp. phoeniceum
- Verbascum phoeniceum subsp. flavidum (Boiss.) Bornm. (Syn.: Verbascum phoeniceum var. flavidum Boiss.): Sie kommt in Griechenland, in Bulgarien und im früheren Jugoslawien vor.[7]

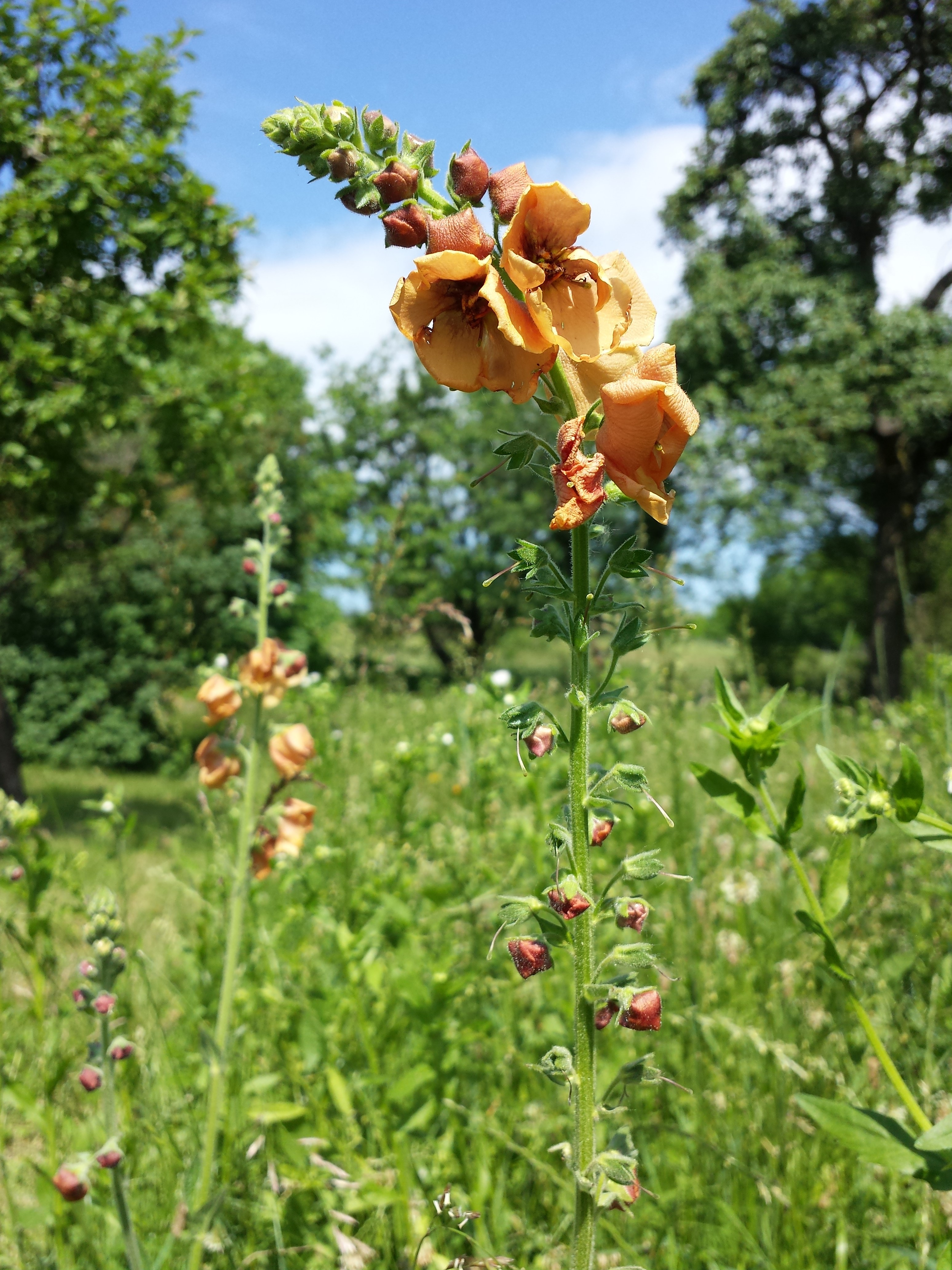
Hybride Verbascum phoeniceum × Verbascum blattaria

Auch Hybriden von Verbascum phoeniceum mit anderen Verbascum-Arten sind bekannt.

## Ökologie
Die Violette Königskerze ist eine sommergrüne Halbrosettenpflanze. Ihre Lebensform entspricht der eines Hemikryptophyten, welcher durch Überdauerungsknospen an der krautigen Sprossachsen in Höhe der Erdoberfläche charakterisiert ist. Das Speicherorgan wird in Quellen unterschiedlich angegeben. Gemäß biolflor, der Datenbank biologisch-ökologischer Merkmale der Flora von Deutschland handelt es sich um eine Rübe, gemäß der Exkursionsflora Rothmaler (2017) um ein Pleiokormsystem.
Bei der Violetten Königskerze werden weibliche, männliche und zwittrige Blüten gebildet, die sich unterschiedlich auf die einzelnen Pflanzenexemplare verteilen können. Zum einen können alle Blüten einer Pflanze zwittrig sein (synözisch). Des Weiteren können sich zwittrige und weibliche Blüten auf einer Pflanze befinden.(Gynomonözie). Auch wurden nur weibliche und nur zwittrige Blüten auf verschiedene Pflanzen verteilt vorgefunden, ebenso wie rein weibliche und monözische Blüten auf verschiedenen Pflanzen.(Gynodiözie). Über das Verhältnis der Häufigkeit der Geschlechterverteilung untereinander wurden keine Angaben gemacht.
Die Violette Königskerze wird gewöhnlich von Insekten bestäubt. Sie bietet keinen Nektar an, hält aber ein reichliches Pollenangebot für die Bestäuber bereit. Daher wird sie gemäß der Blumenklassen nach Müller als Pollenblume bezeichnet. Als Hauptbestäuber treten kurzrüsselige Bienen, Syrphiden, Käfer, und Fliegen in Erscheinung.
Die Violette Königskerze ist selbstinkompatibel nach dem GSI-Typ (Gametophytische Selbst-Inkompatibilität). Dies bedeutet, dass der Pollen gewöhnlich auf der Narbe auskeimen kann, der Pollenschlauch im Griffel jedoch das Wachstum einstellt, wenn das S-Allel des haploiden Pollens mit einem der S-Allele des diploiden Griffels übereinstimmt. Auch wenn Selbstbestäubung oder Nachbarbestäubung stattfindet, wird die Selbstbefruchtung, also der erfolgreiche Fruchtansatz, durch den GSI-Mechanismus meist verhindert.
Als Frucht wird eine septizide Kapsel gebildet. Charakteristikum ist, dass sie sich längs der Verwachsungsnähte der ehemaligen Fruchtblätter öffnet. Die eiförmige Kapsel wird etwa 6 Millimeter lang und ist damit länger als der bleibende Kelch. Zur Spitze hin ist sie spärlich drüsig behaart. Die Ausbreitung der Samen erfolgt über Stoßausbreitung (Semachorie), dies bedeutet, dass die Samen der nach oben sich öffnenden Kapsel durch Windböen oder vorbeistreifende Tiere herausgeschüttelt werden.

## Nutzung
Die Violette Königskerze wird selten als Zierpflanze, insbesondere in Naturgärten verwendet. Es gibt einige Sorten, die sich hauptsächlich in der Farbe der Blüten unterscheiden. So wurden weiß- und rosablühende Formen entwickelt. Sie benötigt einen vollsonnigen bis halbschattigen Standort. Vermehrung erfolgt durch Aussaat. Die Violette Königskerze ist eine Volksheilpflanze.

## Bilder

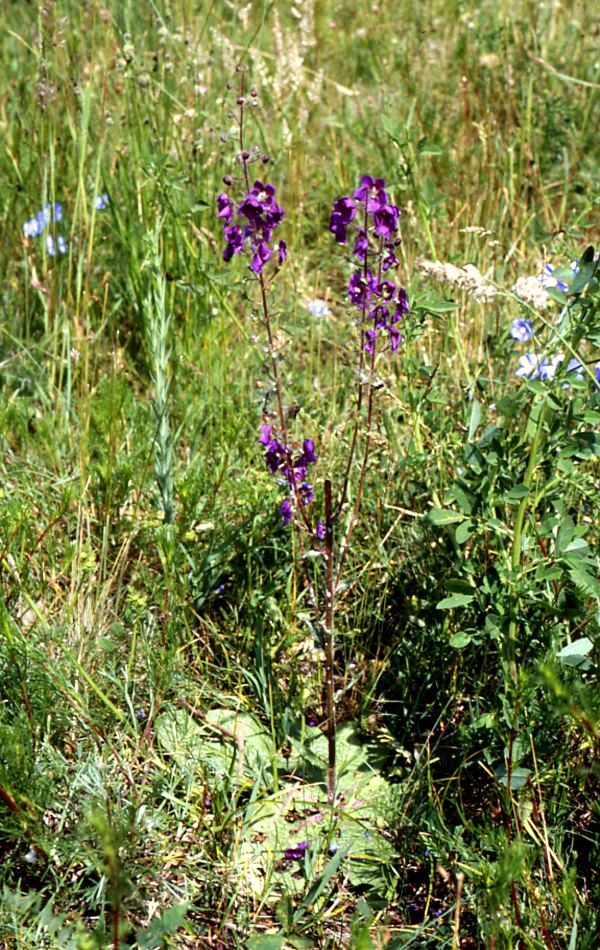
Habitus
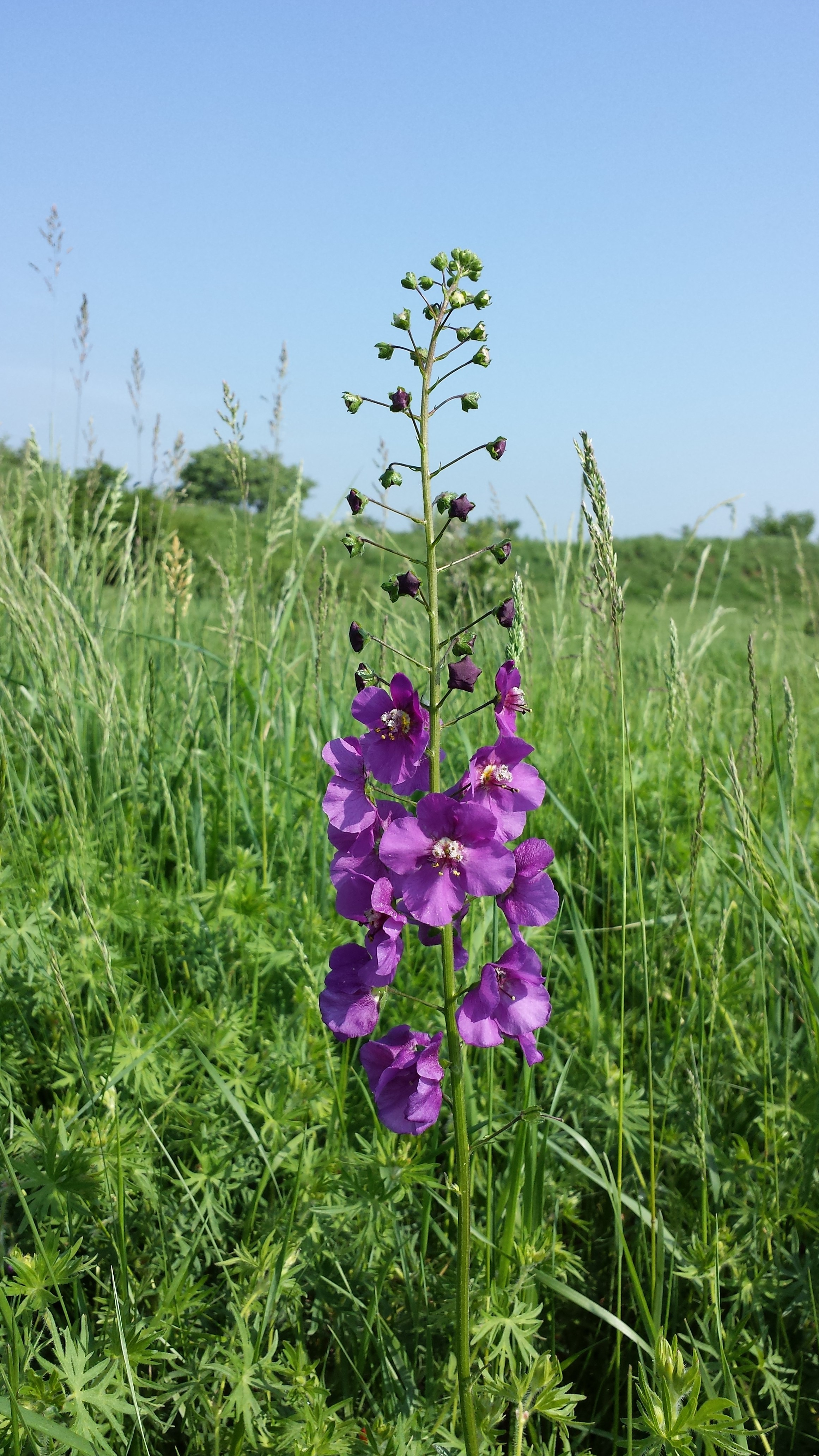
Blütenstand